# Cerro al Lambro
Cerro al Lambro is een gemeente in de Italiaanse metropolitane stad Milaan (regio Lombardije) en telt 4447 inwoners (31-12-2004). De oppervlakte bedraagt 10,2 km², de bevolkingsdichtheid is 434 inwoners per km². Ze ligt aan de Lambro, een zijrivier van de Po, tegenover San Zenone al Lambro.

## Demografie
Cerro al Lambro telt ongeveer 1627 huishoudens. Het aantal inwoners steeg in de periode 1991-2001 met 8,0% volgens cijfers uit de tienjaarlijkse volkstellingen van ISTAT.
| Jaar | Inwoneraantal |
| ---- | ------------- |
| 1991 | 4027          |
| 2001 | 4348          |

## Geografie
Cerro al Lambro grenst aan de volgende gemeenten: Vizzolo Predabissi, Carpiano, Melegnano, San Zenone al Lambro, Bascapè (PV), Casaletto Lodigiano (LO).